# 山桃
山桃，又名山毛桃、花桃等，蔷薇科李属的植物，为中国的特有植物。

## 形态
山桃为落叶乔木。卵状披针形叶子，先端长渐尖，边缘有锐锯齿，有些具有蜜腺；单生红色（红花山桃）或白色（白花山桃）花；圆形果，带黄色，果肉薄，不堪于食用。

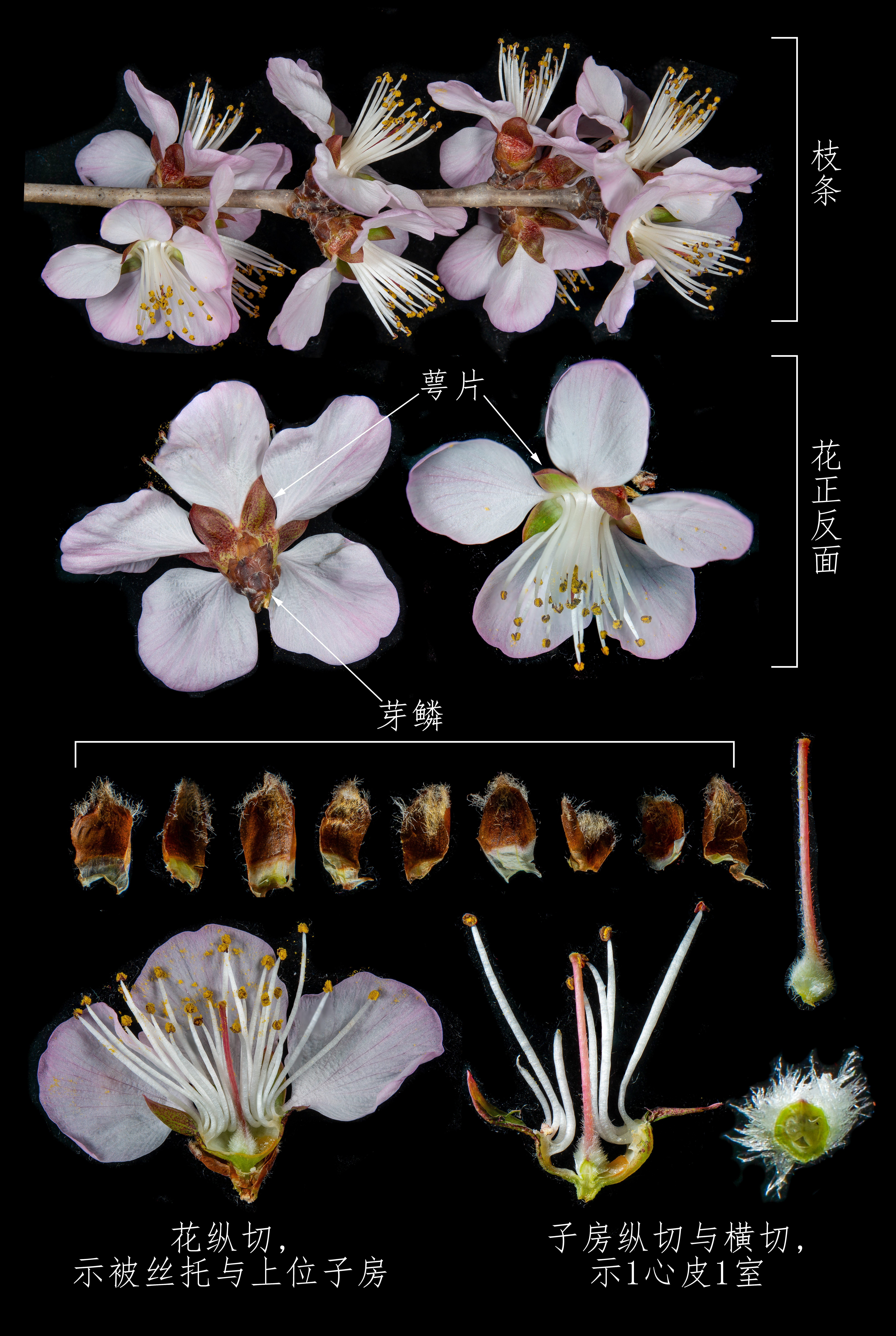
山桃 (Prunus davidiana) 花部解剖图像

## 分布
野生于中国大陆的山东、陕西、山西、河南、云南、河北、四川、甘肃等地，生长于海拔800米至3,200米的地区，多生长于山谷底、山坡、荒野疏林和灌丛内，目前尚未由人工引种栽培。
支付宝蚂蚁森林在2020年8月25日上线山桃新树种，上架地区为乌兰察布，庆阳地区。

## 外部連結
- 山桃 Shantao （页面存档备份，存于） 藥用植物圖像資料庫 (香港浸會大學中醫藥學院) （中文）（英文）
- 桃仁 Taoren （页面存档备份，存于） 中藥材圖像數據庫 (香港浸會大學中醫藥學院)

1. ↑  .   [2019-04-07]. （原始内容存档于2019-04-07）.